# Dinh Q. Lê
 (février 2022).
La mise en forme du texte ne suit pas les recommandations de Wikipédia : il faut le « wikifier ».
Les points d'amélioration suivants sont les cas les plus fréquents. Le détail des points à revoir est peut-être précisé sur la page de discussion.
- Les titres sont pré-formatés par le logiciel. Ils ne sont ni en capitales, ni en gras.
- Le texte ne doit pas être écrit en capitales (les noms de famille non plus), ni en gras, ni en italique, ni en « petit »…
- Le gras n'est utilisé que pour surligner le titre de l'article dans l'introduction, une seule fois.
- L'italique est rarement utilisé : mots en langue étrangère, titres d'œuvres, noms de bateaux, etc.
- Les citations ne sont pas en italique mais en corps de texte normal. Elles sont entourées par des guillemets français : « et ».
- Les listes à puces sont à éviter, des paragraphes rédigés étant largement préférés. Les tableaux sont à réserver à la présentation de données structurées (résultats, etc.).
- Les appels de note de bas de page (petits chiffres en exposant, introduits par l'outil «  Source ») sont à placer entre la fin de phrase et le point final[comme ça].
- Les liens internes (vers d'autres articles de Wikipédia) sont à choisir avec parcimonie. Créez des liens vers des articles approfondissant le sujet. Les termes génériques sans rapport avec le sujet sont à éviter, ainsi que les répétitions de liens vers un même terme.
- Les liens externes sont à placer uniquement dans une section « Liens externes », à la fin de l'article. Ces liens sont à choisir avec parcimonie suivant les règles définies. Si un lien sert de source à l'article, son insertion dans le texte est à faire par les notes de bas de page.
- La présentation des références doit suivre les conventions bibliographiques. Il est recommandé d'utiliser les modèles {{Ouvrage}}, {{Chapitre}}, {{Article}}, {{Lien web}} et/ou {{Bibliographie}}. Le mode d'édition visuel peut mettre en forme automatiquement les références.
- Insérer une infobox (cadre d'informations à droite) n'est pas obligatoire pour parachever la mise en page.

Pour une aide détaillée, merci de consulter Aide:Wikification.
Si vous pensez que ces points ont été résolus, vous pouvez retirer ce bandeau et améliorer la mise en forme d'un autre article.
Dinh Quang Lê (nom vietnamien : Lê Quang Đỉnh, né en 1968 à Hà Tiên et mort le 6 avril 2024 à Hô Chi Minh-Ville) est un artiste américain d'origine vietnamienne, surtout connu pour son travail photographique et sa technique de tissage de photos. 
Beaucoup de ses œuvres considèrent la guerre du Vietnam ainsi que les méthodes de mémoire et leur lien avec le présent. Certaines de ses séries, comme From Hollywood to Vietnam, explorent la relation entre la culture pop et la mémoire personnelle et la différence entre l'Histoire et les représentations sur grand écran.

## Biographie

### Jeunesse et éducation
Lê est né en 1968  à Hà Tiên, une ville vietnamienne près de la frontière cambodgienne. La guerre cambodgienne-vietnamienne des années 1970 a amené les troupes khmères rouges dans la région. Quand il avait dix ans, en 1978, sa famille s'est enfuie. Au début du voyage, Lê était accompagné de ses six frères et sœurs et de sa mère. Cependant, alors que Lê, dix ans, est arrivé en toute sécurité sur le bateau avec sa mère, certains de ses frères et sœurs n'ont pas eu cette chance. Dans une interview publiée dans un catalogue de l'une de ses expositions, il a rappelé l'histoire de cette évasion. C'était une « course désespérée pour la liberté », et il a dit qu'il « [n'oublierait] jamais le regard de sa mère alors qu'elle parcourait la plage ... à la recherche d'un signe de vie de ses fils et de sa fille aînés. Après un bref séjour en Thaïlande, la famille a finalement traversé l'océan et s'est installée à Los Angeles. »
Après avoir obtenu un diplôme Bachelor of Fine Arts en photographie de l'université de Californie à Santa Barbara, Lê a commencé sa propre carrière d'artiste. Il a commencé à tisser des photos, inspiré par les leçons de tissage de nattes qu'il avait reçues de sa tante quand il était enfant. Il a obtenu son diplôme MFA à la School of Visual Arts de New York. Son travail comprend l'installation, la vidéo, la sculpture et l'intervention urbaine.

### Carrière
En tissant des bandes de photos selon un procédé de plantation, Lê crée des montages photographiques à grande échelle. Les images sont superposées dans une répétition de motifs avec des tapisseries brillantes entièrement réalisées à partir d'impressions de type C. Le ruban de lin est utilisé pour finir les bords, avec son savoir-faire minutieux et précis.

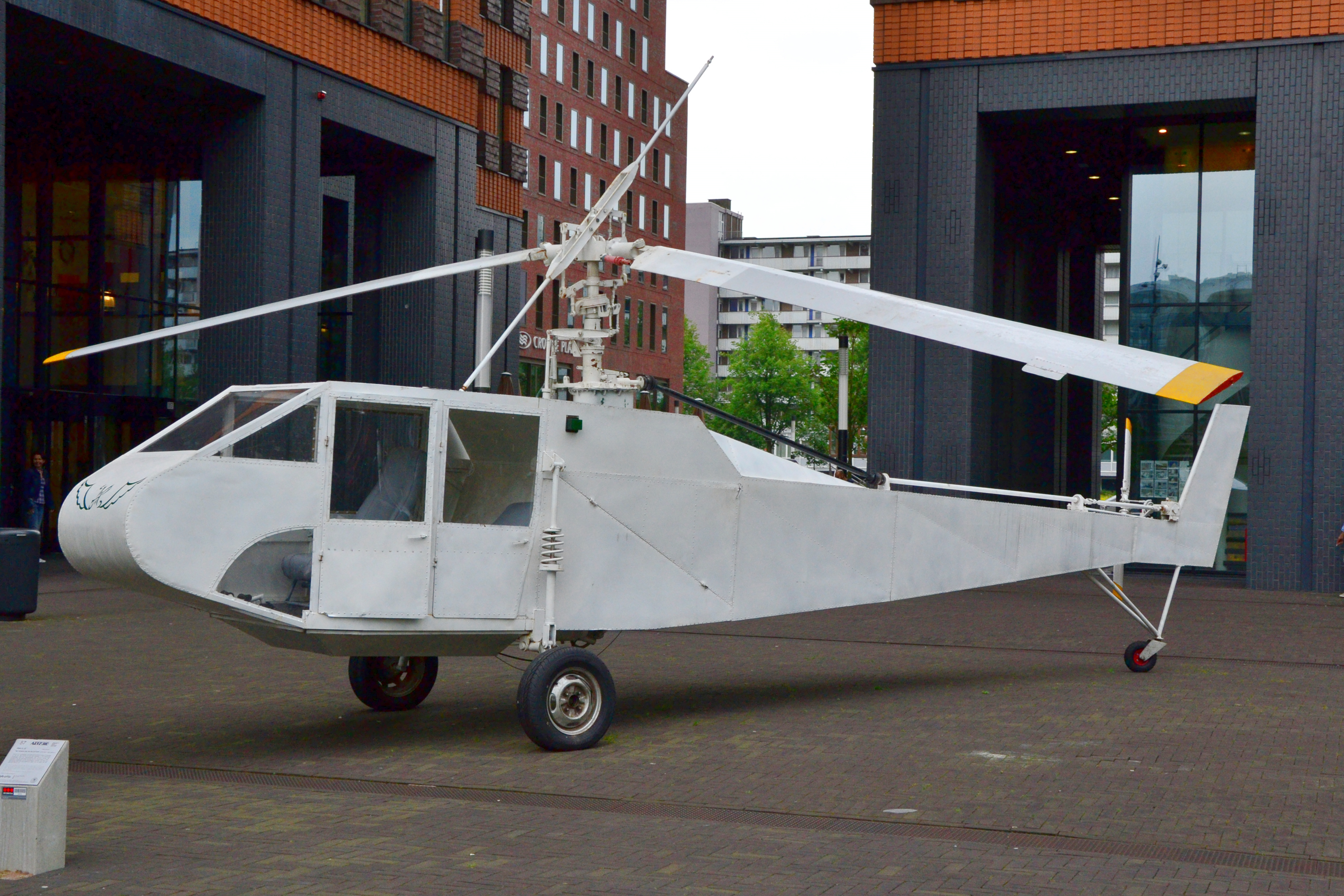
L'hélicoptère de l'installation vidéo The Farmers and the Helicopters (2006).

Son travail comprend à la fois ses souvenirs collectifs et ses angoisses. Ses sentiments mitigés sont représentés par différents personnages de ses œuvres tels que the cowgirl-costumed Playboy Bunny toting a toy pistol from Apocalypse Now intertwined with South Vietnamese General Nguyễn Ngọc Loan and Viet Cong suspect Bay L op.
Il a également travaillé avec des enfants réfugiés cambodgiens et aborde souvent l'expérience personnelle de la vie au Vietnam pendant et après la guerre.
L'œuvre de Lê a fait l'objet d'expositions personnelles au Houston Center for Photography,[réf. nécessaire] le Los Angeles Center for Photographic Studies dans une exposition intitulée The Headless Buddha,[réf. nécessaire] qui a voyagé à Portland (Oregon), Cambridge (Massachusetts) et Santa Cruz (Californie). En 2000, il présente l'exposition "Cambodia: Splendor and Darkness" au Speed Art Museum, Louisville (Kentucky) .[réf. nécessaire] En 2004, il a été inclus dans Beyond Boundaries: Contemporary Photography In California, une exposition qui a voyagé à l'université d'État de Californie à Long Beach, en Californie et aux Amis de la photographie à San Francisco, Californie. Cette exposition fait suite à son exposition au UC Santa Barbara Museum au printemps 2003.[réf. nécessaire]
La première grande enquête sur l'œuvre de Dinh, A Tapestry of Memories: The Art of Dinh Q. Le, a été organisée par le Bellevue Arts Museum, à Bellevue, Washington, et un catalogue d'accompagnement a été publié.[réf. nécessaire]
Le Museum of Modern Art (New York) et le musée d'Art moderne de San Francisco ont également acquis certaines ses œuvres depuis 2004.[réf. nécessaire] L'Asia Society a invité Dinh Q. Lê à participer à une exposition personnelle en 2005.[réf. nécessaire]
En 2007, Lê a cofondé l'espace d'art à but non lucratif Sàn Art (Hô Chi Minh-Ville) avec Tiffany Chung et Tuan Andrew Nguyen et Phu-Nam Thuc Ha de The Propeller Group.
La Sherman Contemporary Art Foundation à Sydney en Australie a commandé et exposé Erasure - une installation sculpturale et vidéo interactive qui s'inspire des débats en Australie concernant les réfugiés et les demandeurs d'asile - qui a été présentée de juillet à septembre 2011.
En 2015, son travail a fait l'objet d'une rétrospective au musée d'Art Mori de Tokyo.
En 2016, il réalise The Colony, une installation sur une île de guano. Il a été soutenu par Artangel.[réf. nécessaire]
En 2018, il a organisé Guerilla Tactics, une exposition personnelle de céramiques contemporaines de l'artiste Nguyen Quoc Chanh au MoT+++ à Hô Chi Minh-Ville, au Vietnam.
En 2018, le University of Michigan Museum of Art a acquis sa pièce Interconfined de 1994, qui représente un homme debout entre Bouddha et une figure semblable au Christ.
En 2022, le musée du quai Branly - Jacques Chirac lui consacre une exposition, intitulée Dinh Q. Lê. Le fil de la mémoire et autres photographies. Un film, visite guidée de l'exposition, a été réalisé à cette occasion avec l'artiste.

## Récompenses
- Gunk Foundation Public Project Grant in 1998
- NEA Fellowship in Photography 1994
- The Dupont Fellowship in 1994
- The Aaron Siskind Fellowship in 1992
- Prix du Prince Claus en 2010